# Amfítea
Amfítea (en grec antic: Ἀμφιθέα), va ser, segons la mitologia grega, l'esposa d'Adrast, fill de Tàlau i rei d'Argos. Era filla de Prònax, germà d'Adrast, i per tant es va casar amb el seu oncle.
Amb Adrast va tenir un fill, Egialeu, i quatre filles, Hipodamia, muller de Pirítous, Egialea, casada amb Diomedes, Argia, casada amb Polinices i Deípile, muller de Tideu.
Algunes versions diuen que es va casar amb Dió, rei de Lacònia, amb qui va tenir tres filles, Orfe, Lico i Cària. Segons aquesta tradició, Amfítea va acollir Apol·lo amb grans honors quan el déu estava viatjant per Lacònia, i, agraït, va recompensar les seves filles amb el do de la profecia, amb la condició de que no traïssin mai els déus i que no volguessin conèixer mai allò que no les importava. Però un dia va arribar Dionís com a hoste de Dió i es va enamorar de Cària. Ella li va correspondre. Quan Dionís va acabar el seu viatge pel món, va tornar a casa de Dió per veure la jove. Les seves germanes el van espiar, volent descobrir els afers del déu. Apol·lo i Dionís les van advertir que allò estava prohibit, i les van transformar en roques. Només Cària va ser preservada, i va convertir-se en un noguer.